# Obyrn (herb baronowski)
Obyrn (Obryn Baron, O’Byrn) – polski herb baronowski pochodzący z Irlandii. Herb własny rodziny d'Obyrn.

## Opis herbu

### Opis historyczny
Juliusz Ostrowski blazonuje herb następująco:

W polu czerwonem – między trzema dłoniami (jedną prawą i dwiema lewemi) dwiema u góry jedną u dołu, na krokwi złotej – mała tarcza, na której w polu błękitnem – lew złoty. Nad koroną hrabiowską i hełmem ukoronowanym – syrena ze zwierciadłem w prawej ręce a grzebieniem w lewej. Labry czerwone, podbite złotem.

### Opis współczesny
Opis skonstruowany współcześnie brzmi następująco:
Na tarczy o polu czerwonym między trzema dłońmi (jedna prawa, dwie lewe) dwiema u góry, jedną u dołu, na krokwi złotej mała tarcza, na której w polu błękitnem lew złoty.
Nad tarczą korona hrabiowska.
W klejnocie syrena, trzymająca zwierciadło w prawej ręce, a grzebień w lewej.
Labry herbowe czerwone, podbite srebrem.
Dewiza herbowa Certavi et Vici.

## Geneza
Herb przysługujący irlandzkiej rodzinie arystokratycznej d’Obyrn, której jedna z gałęzi osiedliła się w Polsce. Jakub, proboszcz prużański, wraz z Jerzym, podpułkownikiem wojsk litewskich – baronowie Obyrn – otrzymali w 1764 roku polski indygenat z potwierdzeniem ich szlachectwa i prawem do kładzenia korony hrabiowskiej nad tarczą w ich herbie od Króla Stanisława Augusta Poniatowskiego .

## Herbowni
Informacje na temat herbownych w artykule sporządzone zostały na podstawie wiarygodnych źródeł, zwłaszcza klasycznych i współczesnych herbarzy. Należy jednak zwrócić uwagę na częste zjawisko przypisywania rodom szlacheckim niewłaściwych herbów, szczególnie nasilone w czasie legitymacji szlachectwa przed zaborczymi heroldiami, co zostało następnie utrwalone w wydawanych kolejno herbarzach. Identyczność nazwiska nie musi oznaczać przynależności do danego rodu herbowego. Przynależność taką mogą bezspornie ustalić wyłącznie badania genealogiczne.
Pełne listy herbownych nie są dziś możliwe do odtworzenia, także ze względu na zniszczenie i zaginięcie wielu akt i dokumentów w czasie II wojny światowej (m.in. w czasie powstania warszawskiego w 1944 spłonęło ponad 90% zasobu Archiwum Głównego w Warszawie, gdzie przechowywana była większość dokumentów staropolskich). Nazwisko znajdujące się w artykule pochodzi z Herbarza polskiego, Tadeusza Gajla. Występowanie danego nazwiska w artykule nie musi oznaczać, że konkretna rodzina pieczętowała się herbem Obryn. Często te same nazwiska są własnością wielu rodzin reprezentujących wszystkie stany dawnej Rzeczypospolitej, tj. chłopów, mieszczan, szlachtę. Herb Obyrn jest herbem własnym, wiec do jego używania uprawniona jest zaledwie jedna rodzina: Obyrn.

## Galeria

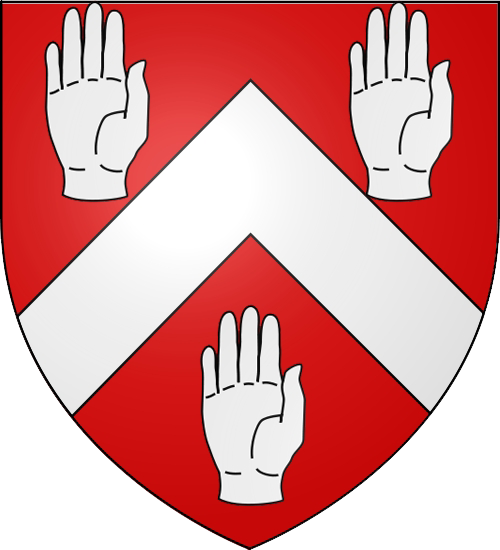
Wizerunek herbu należącego do gałęzi irlandzkiej
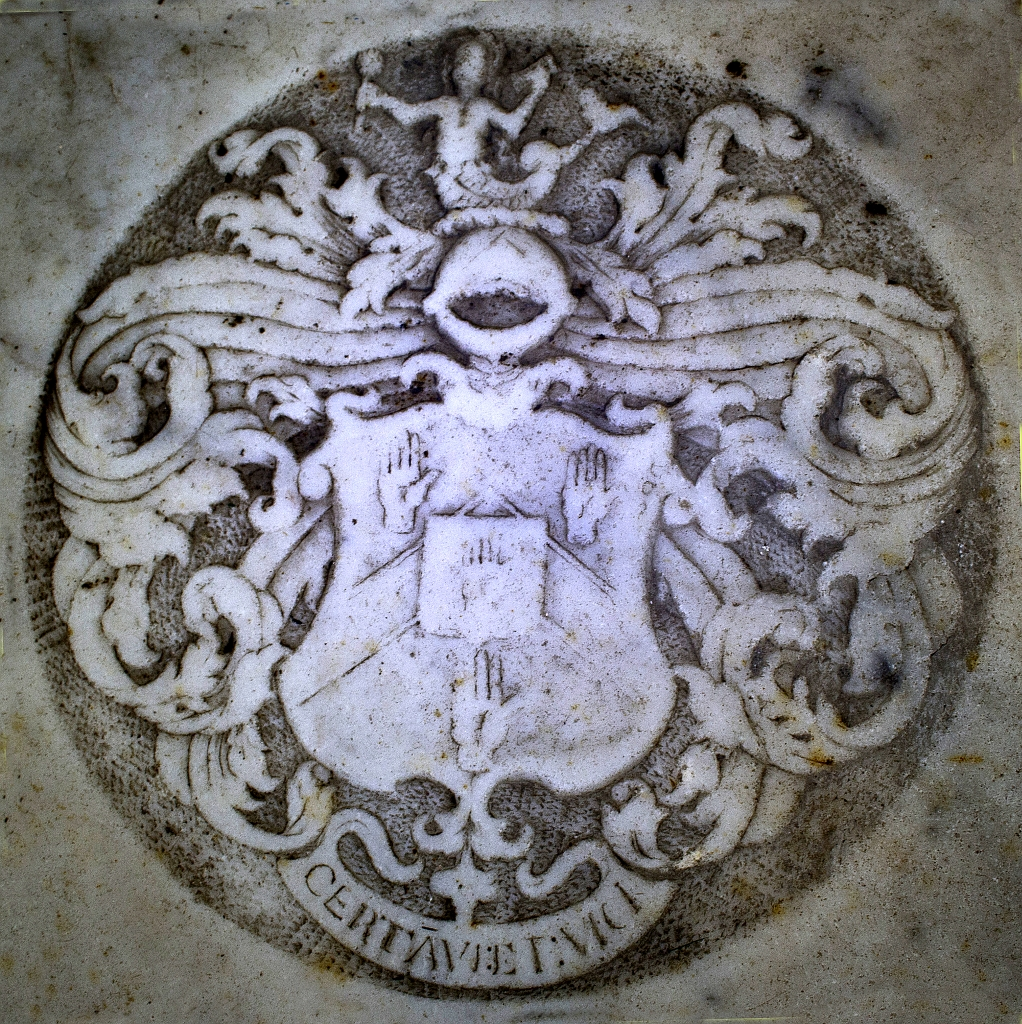
Herb znajdujący się na grobie Daniela Byrne, którego brat wyemigrował do Polski.
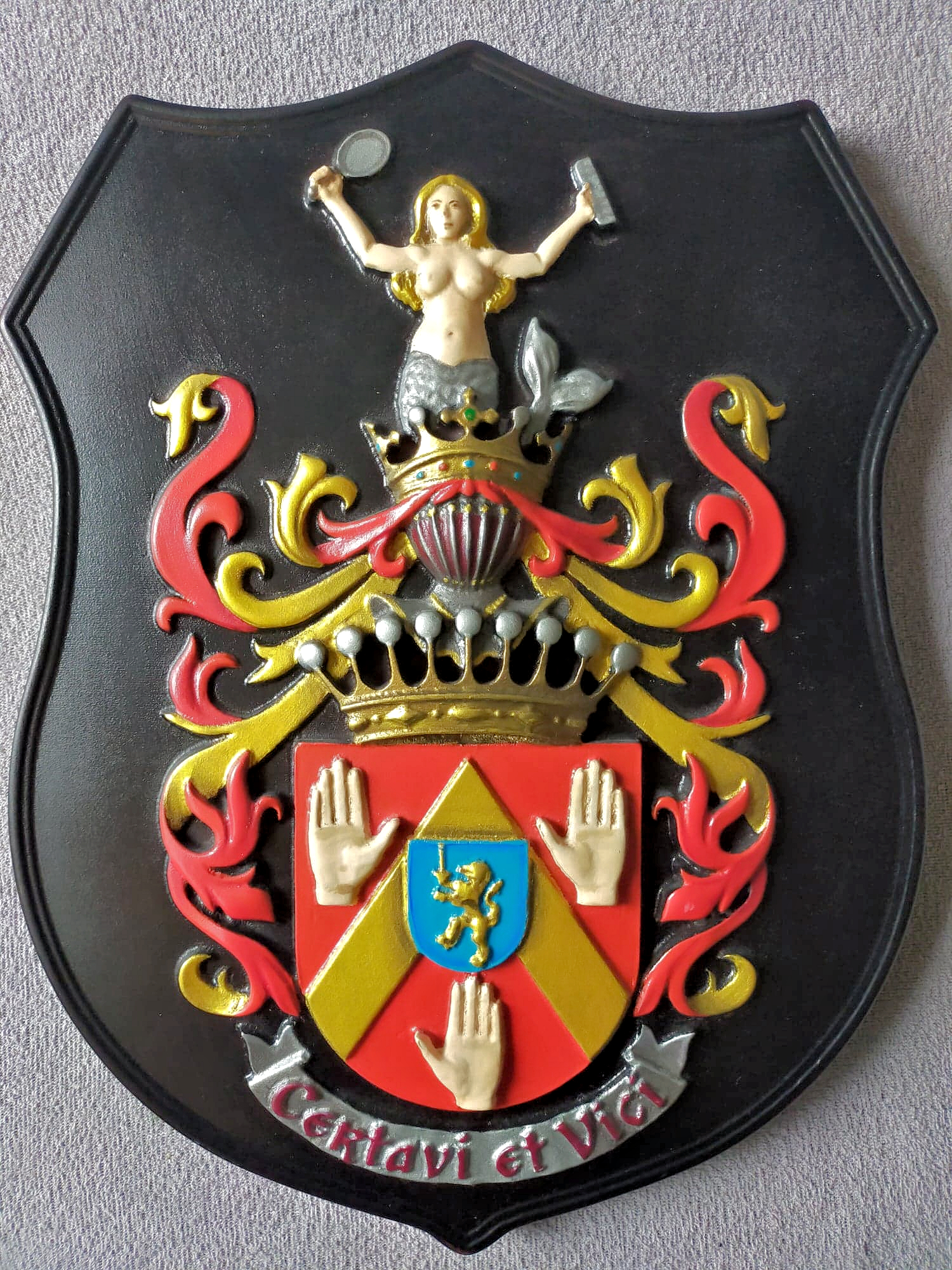
Herb Obyrn, wykonany na zamówienie dla żyjących członków rodziny.